# Velia sinensis
För andra betydelser, se Velia (olika betydelser).
Velia sinensis är en insektsart som beskrevs av Møller 1981. Velia sinensis ingår i släktet Velia och familjen vattenlöpare. Inga underarter finns listade i Catalogue of Life.